# ルイーゼ・ドロテア・フォン・ザクセン＝マイニンゲン

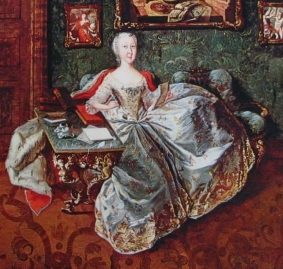
ルイーゼ・ドロテア・フォン・ザクセン＝マイニンゲン

ルイーゼ・ドロテア・フォン・ザクセン＝マイニンゲン（ドイツ語：Luise Dorothea von Sachsen-Meiningen, 1710年8月10日 - 1767年10月22日）は、ザクセン＝ゴータ＝アルテンブルク公フリードリヒ3世の妃。

## 生涯
ルイーゼ・ドロテアはザクセン＝マイニンゲン公エルンスト・ルートヴィヒ1世とドロテア・マリア・フォン・ザクセン＝ゴータ＝アルテンブルクの娘である。1729年にザクセン＝ゴータ＝アルテンブルク公フリードリヒ3世・フォン・ザクセン＝ゴータ＝アルテンブルクと結婚し、1732年に夫フリードリヒ3世はザクセン＝ゴータ＝アルテンブルク公となった。
高い教育を受け感受性の豊かであったルイーゼ・ドロテアは、ザクセン＝ゴータ＝アルテンブルクがテューリンゲンの文化の中心地に発展するのに重要な役割を果たした。ルイーゼ・ドロテアは夫の政治に大きな影響を与え、公国の統治機関である枢密院会議に定期的に出席した。ルイーゼ・ドロテアは啓蒙主義の確固たる支持者であったが、ヴォルテール、フリードリヒ・メルヒオール・グリム、マントイフェル伯、ヨハン・クリストフ・ゴットシェート夫妻など、同時代の著名な人々と手紙で連絡を取り合い、生涯を通じて絶対主義に傾倒していた。
ルイーゼ・ドロテアの招きを受け、ヴォルテールは1753年4月15日から5月25日までゴータに滞在し、次のようにルイーゼ・ドロテアのもてなしと宮廷を絶賛した：「ゴータ城において、美徳は平和に育まれます」「私の目には、あなたの宮廷ほど美しいものはありません […] 私は決してそこを離れるべきではありませんでした」「私は恩寵、理性、精神、慈善、平和の神殿にいました」。ヴォルテールはまた、ルイーゼ・ドロテアを「地球上で最高の公妃」「ドイツのミネルウァ」と呼んだ。また、ルイーゼ・ドロテアはプロイセン王フリードリヒ大王とも文通しており、フリードリヒ大王は1762年12月3日および4日にフリーデンシュタイン城のルイーゼ・ドロテアを訪ねた。
1767年10月21日に書かれた遺書の中で、ルイーゼ・ドロテアは次のように記している：「私は、自らの遺体が、事前に開かれることなく、また飾り立てられることなく、エルンスト公とその妃の足元にあるマルガレーテ教会にできるだけ手短かつ静かに埋葬されることを望みます」。マルガレーテ教会に制作が計画されていた墓は、最初は有名なフランスの彫刻家ウードン、後にゴータ宮廷彫刻家フリードリヒ・ヴィルヘルム・オイゲン・デルに制作が委託されたが、実現することはなかった。内陣の下の地下室にあったルイーゼ・ドロテアの簡素な墓石は後の改修工事でおそらく撤去され、今日、身廊にはその埋葬地を示すものはない。

## 結婚と子女
1729年9月17日にゴータにおいてフリードリヒ3世と結婚し、9子が生まれたが、5子は早世した。
- フリードリヒ・ルートヴィヒ（1735年1月20日 - 1756年6月9日） - 公世子
- ルートヴィヒ（1735年10月25日 - 1735年10月26日）
- 男子（1735年10月25日）
- 男子の双子（1739年）
- フリーデリケ・ルイーゼ（1741年1月30日 - 1776年2月5日）
- エルンスト2世（1745年1月30日 - 1804年4月20日） - ザクセン＝ゴータ＝アルテンブルク公
- ゾフィー（1746年3月9日 - 1746年3月30日）
- アウグスト（1747年8月14日 - 1806年9月28日）

## その他
ザクセン・ゴータ・アルテンブルク家で最も重要な公妃ルイーゼ・ドロテアは親仏派であり、ゴータ・オランジェリーはフランスの様式に基づいて設計された。1747年、公爵夫妻はヴァイマル出身の建築家であるゴットフリート・ハインリヒ・クローネに、複合施設の設計と建設を依頼した。しかし建設期間が長かったため（七年戦争中の遅延などによる）、ルイーゼ・ドロテアは庭園の完成を見ることができなかった。
ゴータから南に20km離れた場所には、今でもルイーゼ・ドロテアの名前が残されている。1753年、フリードリヒ3世はオーラ渓谷にあった鉄製錬所「Schwarzwälder Hammer」を手に入れ、1753年10月1日に妻に敬意を表してこの地をルイゼンタールと命名した。
ゴータのドロテン通りもルイーゼ・ドロテアにちなんで名付けられた。
3,500冊以上の本を収蔵していたルイーゼ・ドロテアの私立図書館は、現在もゴータ研究図書館にすべて収蔵されている。
2016年9月17日、ルイーゼ・ドロテアの記念碑の礎石がフリーデンシュタイン城の南の水上に設置された。2017年4月22日、ルイーゼ・ドロテアの没後250周年を記念して、彫刻家ベルント・ゲーベルが制作したルイーゼ・ドロテアのブロンズ彫刻が公開された。

## 遺産
- プロイセン王フリードリヒ2世との往復書簡：Correspondance de Frédéric avec la Duchesse Louise-Dorothée de Saxe-Gotha, in: Oeuvres complètes de Frédéric le Grand. Hrsg. von Johann David Erdmann Preuß, Berlin 1846–56, Bd. 18 (= Correspondance, Bd. 3), pp. 163–256.